# Stereophyllum macrocarpum
Stereophyllum macrocarpum är en bladmossart som beskrevs av J. Taylor och Potier de la Varde 1954. Stereophyllum macrocarpum ingår i släktet Stereophyllum och familjen Stereophyllaceae. Inga underarter finns listade i Catalogue of Life.